# Demersale zone
Den demersale zone er den del af havet (eller en dyb sø), der består af vandsøjlen tæt på (og påvirket af) havbunden og bentos. Den demersale zone er lige over den bentiske zone.
Lige over havbunden variere demersalzonen i dybden og kan være en del af den fotiske zone, hvor lys kan trænge ind, og fotosyntetiske organismer vokser, eller den afotiske zone, der begynder mellem dybder på ca. 200 og 1.000 m (700 og 3.300 ft/fod) og strækker sig til havdybder, hvor intet lys trænger ind.